# Aurélio de Lira Tavares
Pour les articles homonymes, voir Tavares.
Aurélio de Lira Tavares ou Aurélio Tavares (né le 7 novembre 1905 à João Pessoa et mort le 18 novembre 1998 à Rio de Janeiro) est un général brésilien et chef d'État du Brésil du 13 août au 30 octobre 1969.
Membre de la junte militaire ayant gouverné le Brésil durant 60 jours en 1969 (pt), il accomplit la fonction de chef d'État avec Augusto Rademaker et Márcio de Melo.